# Aspergillus elegans
Aspergillus elegans är en svampart som beskrevs av Gasperini 1887. Aspergillus elegans ingår i släktet Aspergillus och familjen Trichocomaceae.   Inga underarter finns listade i Catalogue of Life.